# Universal Studios Florida
O Universal Studios Florida é um parque de diversão localizado em Orlando, Flórida, Estados Unidos. Aberto em 7 de junho de 1990, o tema do parque é a indústria do entretenimento, em particular filmes e televisão. O Universal Studios Florida inspira seus visitantes a "entrar nos filmes" e apresenta várias atrações e shows ao vivo. O parque é um componente do Universal Orlando Resort.
Em 2019, o parque atraiu cerca de 10,9 milhões de visitantes, sendo o sexto parque de diversões mais visitado na América do Norte e o 11º do mundo.

## História

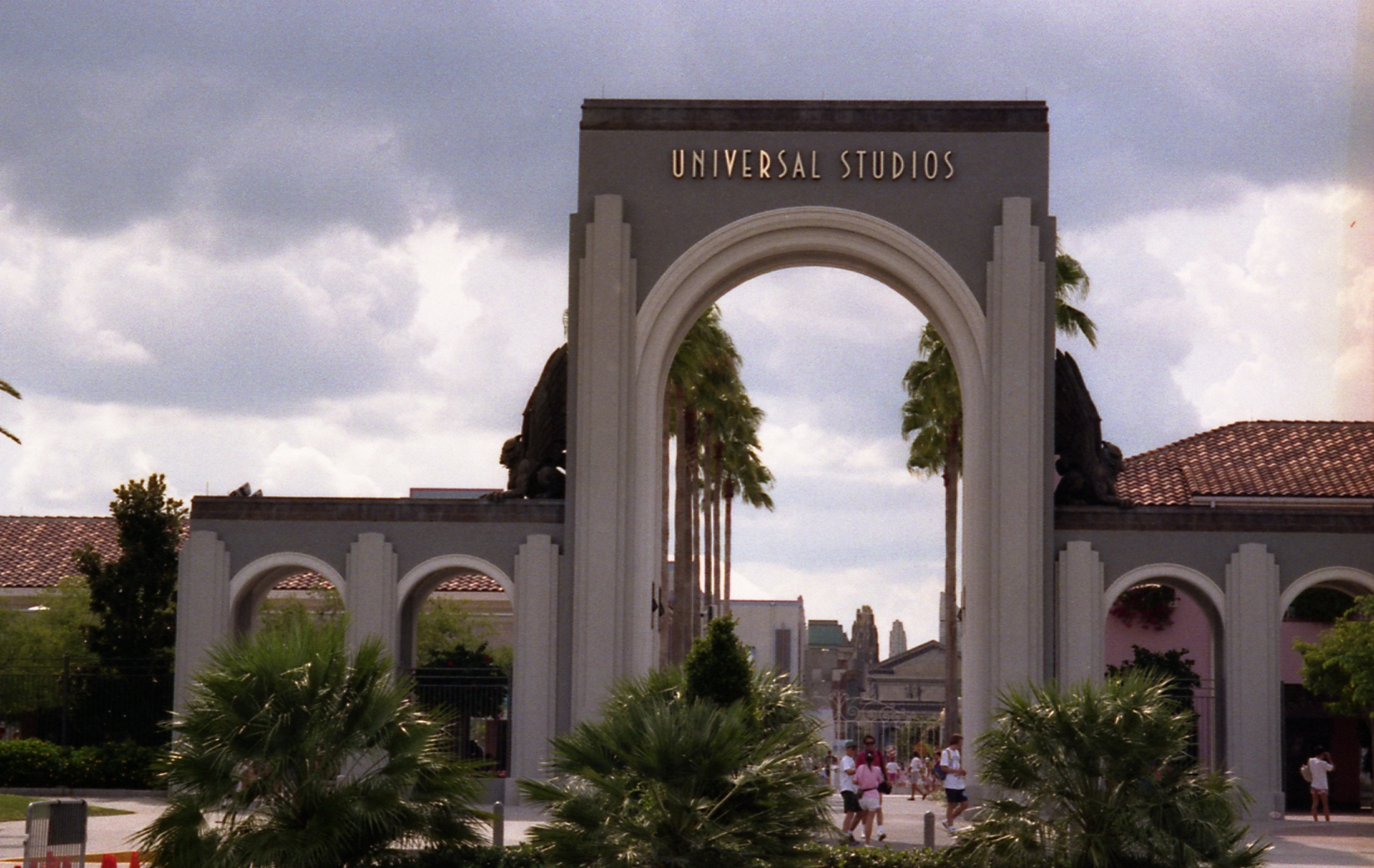
A entrada original para o parque temático.

Com o passar dos anos, o Universal Studios Florida não se limitou a atrações baseadas em sua vasta biblioteca de filmes. Ele também licenciou personagens populares de outros estúdios rivais, muitos dos quais que não operam seus próprios parques temáticos. Alguns exemplos incluem Ghostbusters e Men in Black, (Sony's Columbia Pictures), The Simpsons (20th Century Fox) e Shrek (DreamWorks Animation).
Muitas das atrações passadas e presentes do parque foram desenvolvidas com os criadores dos filmes nos quais elas são baseadas, e apresentam as estrelas originais como parte da experiência. Steven Spielberg ajudou a criar E.T. Adventure e foi um consultor criativo para Back to the Future: The Ride, Twister...Ride it Out, An American Tail Theatre, Jaws, Men in Black: Alien Attack e Transformers: The Ride.
Em muitas atrações atuais, as estrelas originais refizeram cenas de seus papeis nos filmes, incluindo: Rip Torn e Will Smith em Men in Black: Alien Attack, Brendan Fraser em Revenge of the Mummy: The Ride, Bill Paxton e Helen Hunt em Twister...Ride it Out, Arnold Schwarzenegger, Edward Furlong e Linda Hamilton em Terminator 2: 3-D Battle Across Time, Mike Myers, Eddie Murphy, Cameron Diaz, e John Lithgow em Shrek 4D, Steve Carell, Miranda Cosgrove, Dana Gaier, e Elsie Fisher de Meu Malvado Favorito em Despicable Me: Minion Mayhem, e Peter Cullen e Frank Welker como Optimus Prime e Megatron em Transformers: The Ride.
Em muitas atrações antigas, os muitos astros originais também regravaram cenas de seus papeis, como: Christopher Lloyd e Thomas F. Wilson em Back to the Future: The Ride, Roy Scheider gravou a voz sobre a conclusão de Jaws, Alfred Hitchcock e Anthony Perkins aparecem em Alfred Hitchcock: The Art of Making Movies, além de várias vozes de atores da Nicktoon regravadas por seus papeis em Jimmy Neutron's Nicktoon Blast.

### História do parque
A partir de sua concepção em 1982, o Universal Studios Florida foi projetado como um parque temático e estúdio real. Também foi a primeira vez que o Universal Studios havia construído um parque de diversões do zero. No entanto, o projeto proposto foi colocado em espera até 1986, quando uma reunião entre Steven Spielberg, um cofundador do parque, e Peter N. Alexander demandou a criação de um simulador para De Volta para o Futuro além da já planejada atração baseada em King Kong.
Um componente principal do parque original em Hollywood é seu Studio tour, que apresenta algumas demonstrações de efeitos especiais e encontros, tal como um ataque pelo grande tubarão-branco do filme Tubarão. Para o seu parque da Flórida, o Universal Studios pegou o conceito das cenas do tour de Hollywood e desenvolveu-as em atrações maiores e independentes. Como um exemplo, em Hollywood os carrinhos do Studio tour viajam próximos a uma lagoa e são "atacados" por tubarões antes de eles chegarem na próxima parte do tour. Na Flórida, os visitantes entravam na atração "Jaws" e embarcavam em um barco passando pela fictícia mity Harbor, onde eles encontravam o tubarão e então voltavam ao parque na conclusão da atração. O Universal Studios Florida originalmente tinha uma atração de Studio Tour que visitava as instalações de produção, mas este tour foi descontinuado.

### Marca
Os slogans do Universal Studios Florida já foram: See the Stars. Ride the Movies. (1990 - 1998); No one makes believe like we do! (1990 - 1998); Ride the Movies (1998 - 2008); Jump into the Action (2008–2012). O slogan atual é: Experience the Movies (Experimente os filmes) (2012–present).

### Linha do tempo
- 1986: A limpeza do terreno acontece no pântano comprado pela MCA/Universal onde seria construído o parque.
- 1987: O Universal Studios Florida é anunciado em uma conferência de imprensa na propriedade em Hollywood, com uma data planejada de abertura de dezembro de 1989.
- 1988: A data de abertura do Universal Studios Florida é adiada de dezembro de 1989 para 1º de maio de 1990. Logo após, a MCA/Universal libera um vídeo detalhando o futuro parque, com o ator Christopher Lloyd interpretando Doc Brown interagindo com várias atrações do parque da Flórida. O Universal Studios permite a seus visitantes observar a produção de shows de televisão e filmes no estúdio do parque da Flórida em meados de 1988, enquanto o resto do estúdio/parque estava em construção.[5]
- 1989: A MCA/Universal Studios afirma que a The Walt Disney Company e seu CEO, Michael Eisner, copiaram alguns conceitos do parque Universal Studios Florida e integraram-nos no parque recém-aberto Disney/MGM Studios.[6]
- 1990: Em 31 de janeiro, a data de abertura do Universal Studios Florida é novamente adiada de 1º de maio de 1990 para 7 de junho de 1990.[7] O Universal Studios Florida começou a abrir parcialmente para o público geral no final de maio.[8] Muitas das atrações do parque não estava abertas ainda na época e algumas ainda estavam em teste. O Universal Studios Florida foi oficialmente aberto com uma grande cerimônia de abertura em 7 de junho.[9] O parque abriu com cinco áreas temáticas: The Front Lot (área de entrada), Production Central, New York, San Francisco/Amity, Expo Center, Hollywood bem como uma lagoa localizada no centro do parque. As áreas The Front Lot e Production Central são liberadas como "In Production", a seção New York era "Now Shooting", as seções San Francisco e Amity estavam "On Location" e a área Expo Center era chamada de "The World of CineMagic Center". O Nickelodeon Studios abriu no mesmo dia e houve uma grande cerimônia cujo mestre era Marc Summers. Devido a vários problemas técnicos com as atrações originais de Kongfrontation, Earthquake: The Big One e Jaws, a Universal iniciou um serviço de voucher temporário para permitir aos visitantes revisitar o estúdio/parque quando as atrações estivessem operando.[9] Jaws foi temporariamente fechado pela Universal em 30 de setembro devido a grandes problemas técnicos persistentes. Durante o fechamento, a Universal processou o designer original da atração,[10] Ride & Show Engineering, e contratou a Totally Fun Company para criar uma nova versão da atração.
- 1991: A Universal adicionou quatro novas atrações ao parque: The Blues Brothers Show, StreetBusters, The Screen Test Home Video Adventure e How to Make a Mega Movie Deal.[11] Back to the Future: The Ride oficialmente abriu na área World Expo do parque, com uma grande cerimônia de abertura.[12] A atração é considerada um sucesso e recebe comentários positivos de críticos.[13] Fright Nights é inaugurado no parque. Em 1992, ela é renomeada para Halloween Horror Nights.
- 1993: Jaws é reaberto, com muitas cenas alteradas. A MCA/Universal anuncia planos para expandir o Universal Studios Florida na Universal City, um complexo de resort na Flórida, incluindo um segundo parque temático e vários hotéis.[14]
- 1995: O Universal Studios Florida celebra seu 5º aniversário. A Day in the Park with Barney abre na World Expo area. O Production Studio Tour é fechado devido à decadência na produção de filmes recentes dos estúdios.
- 1996: Terminator 2: 3-D Battle Across Time é inaugurado na área Hollywood.[15]
- 1997: A Universal anuncia que Ghostbusters Spooktacular seria substituído por Twister...Ride it Out, com uma data planejada de abertura na primavera de 1998.[16] O Universal Studios anuncia que o parque único seria expandido no Universal Studios Escape, incluindo o parque Islands of Adventure, Universal CityWalk Orlando e vários hoteis. O Islands of Adventure Preview Center é aberto na área New York, substituindo o The Screen Test Home Video Adventure. Ele daria aos visitantes uma prévia do novo parque Islands of Adventure, bem como a expansão do parque Studios no resort Universal Studios Escape.
- 1998: A expansão é iniciada com a demolição do estacionamento original do Universal Studios Florida para ser substituído pelo CityWalk e um complexo de estacionamentos.[17] A Universal adia a abertura de Twister...Ride it Out de março de 1998 para 4 de maio de 1998 devido às 42 mortes causadas pelo surto do El Niño na região com tornados na área central da Flórida. Twister...Ride it Out é aberto na área New York, substituindo Ghostbusters Spooktacular.[18] Uma nova área do parque, Woody Woodpecker's Kidzone, é oficialmente aberta, abrigando as atrações Curious George Goes to Town, StarToons além das atrações já abertas Fievel's Playland, E.T. Adventure, Animal Actors Stage e A Day in the Park with Barney; CityWalk é inaugurado do lado de fora do parque.
- 1999: Woody Woodpecker's Nuthouse Coaster é inaugurado na Woody Woodpecker's Kidzone. Islands of Adventure é aberto ao lado do Universal Studios Florida.[19]
- 2000: Men in Black: Alien Attack é inaugurado na área World Expo, no antigo lugar do The Swamp Thing Set. Comemoração de 10 anos do Universal Studios Florida.
- 2001: Animal Planet Live é inaugurado, substituindo Animal Actors Stage.
- 2002: O Universal Studios Escape é nomeado para Universal Orlando Resort. O Kongfrontation é fechado em uma cerimônia de encerramento. O Halloween Horror Nights é transferido para o Islands of Adventure. Macy's Holiday Parade é inaugurada no parque.
- 2003: Jimmy Neutron's Nicktoon Blast é inaugurado, substituindo The Funtastic World of Hanna-Barbera.[20] Shrek 4-D é aberto com Donkey's Photo Finish, substituindo Alfred Hitchcock: The Art of Making Movies e Stage 54 respectivamente.[21]
- 2004: Revenge of the Mummy: The Ride é inaugurada, substituindo Kongfrontation.[22] Halloween Horror Nights acontece tanto no Universal Studios Florida quanto no Islands of Adventure.
- 2005: Universal Express Plus é introduzido, substituindo o Universal Express. Nickelodeon Studios é fechado em 30 de abril após quase 15 anos. Fear Factor Live é aberto, substituindo The Wild Wild Wild West Stunt Show. Universal Studios Florida comemora seu 15º aniversário.
- 2006: Delancey Street Preview Center é inaugurado na área New York. Universal 360: A Cinesphere Spectacular é inaugurado, substituindo Dynamite Nights Stunt Spectacular. Animal Planet Live é fechado e substituído por Animal Actors on Location. Halloween Horror Nights retorna para o Universal Studios Florida.
- 2007: Back to the Future: The Ride fecha em 30 de março.[23] Blue Man Group Sharp Aquos Theatre abre no CityWalk, substituindo Nickelodeon Studios. Earthquake: The Big One é fechado na áreaSan Francisco em 5 de novembro.
- 2008: Disaster!: A Major Motion Picture Ride...Starring You! é aberto, substituindo Earthquake: The Big One.[24] A Universal anuncia Hollywood Rip Ride Rockit, com uma abertura planejada para a primeira de 2009. The Simpsons Ride é aberto, substituindo Back to the Future: The Ride.[25]
- 2009: The Universal Music Plaza Stage é aberto, substituindo The Boneyard. Hollywood Rip Ride Rockit é inaugurada.
- 2010: Comemoração do 20º aniversário do Universal Studios Florida em junho, bem como Halloween Horror Nights em outubro.
- 2011: O 10º aniversário da Macy's Holiday Parade no parque.[26]
- 2012: Jaws e a área de Amity são fechadas, como anunciado em 2 de dezembro de 2011.[27] A Universal anuncia as adições de Universal’s Cinematic Spectacular: 100 Years of Movie Memories e Universal's Superstar Parade ao parque, com aberturas em 8 de maio de 2012.[28] Despicable Me: Minion Mayhem é aberto substituindo Jimmy Neutron's Nicktoon Blast; como anunciado em 14 de março de 2011: "...uma das muitas coisas excitantes planejadas para os próximos anos".[29] O Universal Orlando Resort anuncia que Transformers: The Ride estreará oficialmente no verão de 2013, substituindo Soundstages 44 e 54, que foram demolidos em 24 de junho de 2012.[30] SpongeBob StorePants, uma loja temática de lembranças em homenagem a Bob Esponja abre na Woody Woodpecker's Kidzone substituindo o Universal Cartoon Store.
- 2013: A data de abertura de Transformers The Ride é anunciada para 20 de junho de 2013. Detalhes da expansão de The Wizarding World of Harry Potter são anunciados oficialmente. Detalhes da nova Simpsons Land são anunciados e a data de abertura foi marcada para o verão de 2013. Transformers: The Ride abre oficialmente na área Production Central substituindo Soundstage 44. Simpsons Fast Food Boulevard (renomeada para Springfield U.S.A.) conclui sua expansão e inclui uma nova atração: Kang and Kodos Twirl 'n' Hurl.
- 2014: A data de abertura de The Wizarding World of Harry Potter Diagon Alley é anunciada para 8 de julho de 2014 em meio à prévia do premiere do Beco Diagonal em 18 de junho de 2014 com Domhnall Gleeson, Bonnie Wright, Evanna Lynch, Matthew Lewis, James and Oliver Phelps, Tom Felton, Robbie Coltrane, Warwick Davis e Helena Bonham Carter comparecendo à premiere. A estação King's Cross é inaugurada em 1º de julho de 2014, bem como a estação Hogsmeade Hogwarts Express no Islands of Adventure, conectando os visitantes de ambos os parques via uma réplica em tamanho real do trem que aparece na série de filmes Harry Potter. O Beco Diagonal abre oficialmente, substituindo Jaws e a seção Amity do parque.

### Atrações anteriores
Como todos os parques de diversão, as atrações às vezes são fechadas devido à obsolescência por atrações mais contemporâneas. A Universal viu isto acontecer várias vezes. Alguns fechamentos mais conhecidos incluem Kongfrontation, Back to the Future: The Ride, The Funtastic World of Hanna-Barbera e Jaws. Os fechamentos de Kongfrontation, Back to the Future, e Jaws receberam homenagens pelo parque para honrar os visitantes veteranos que reverenciavam as atrações antigas.
A grande área que abrigava a atração Jaws foi reconstruída para dar lugar ao novo Diagon Alley, parte da atração The Wizarding World of Harry Potter. Como uma homenagem à atração Jaws que estava disponível a tantos visitantes por anos, as referências de Jaws estão espalhadas por todo o Diagon Alley. Uma delas é um conjunto de mandíbulas de tubarão que aparecem atrás das erva e poções do Mr. Mulpepper's Apothecary.

## Design do parque

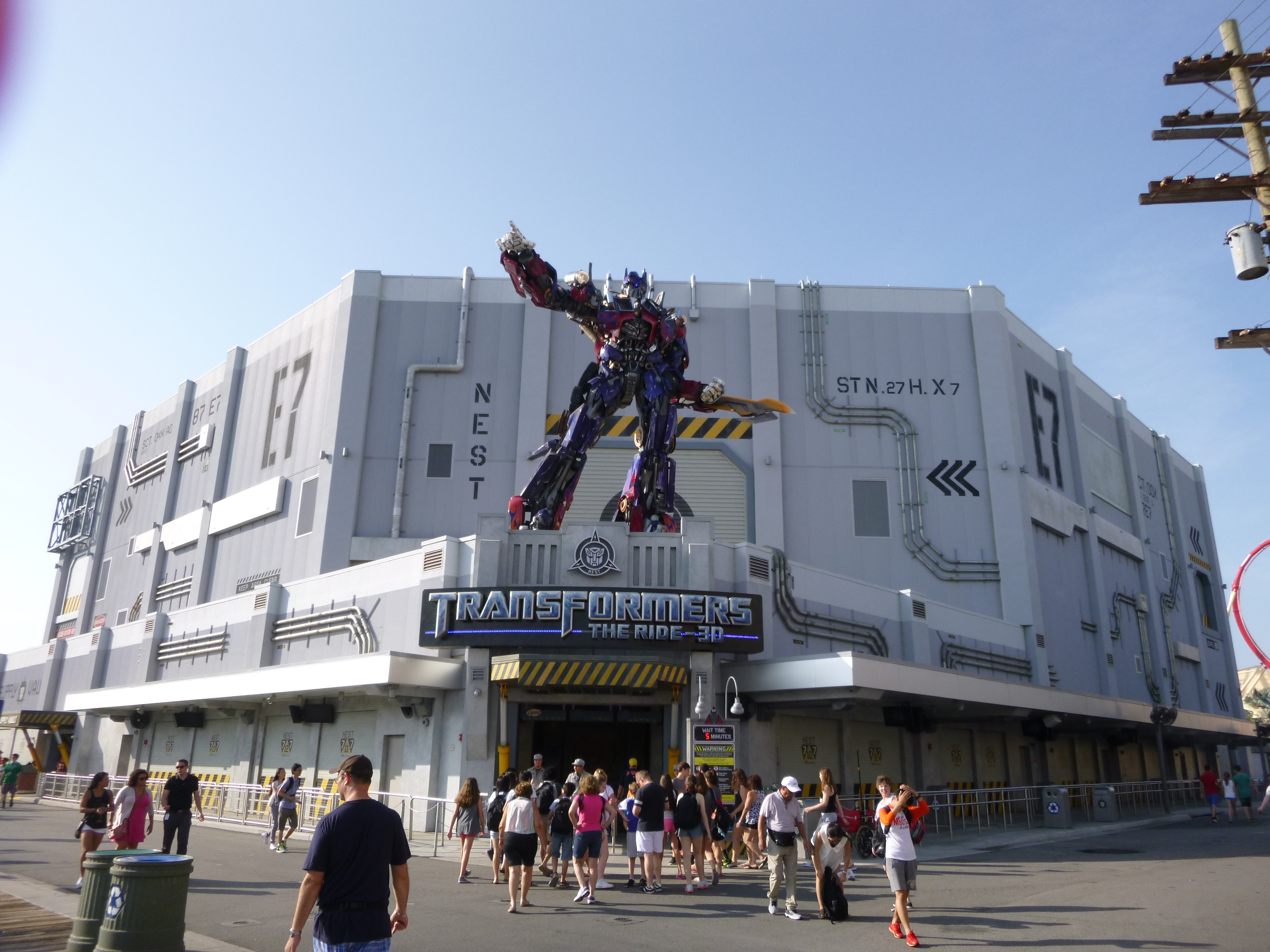

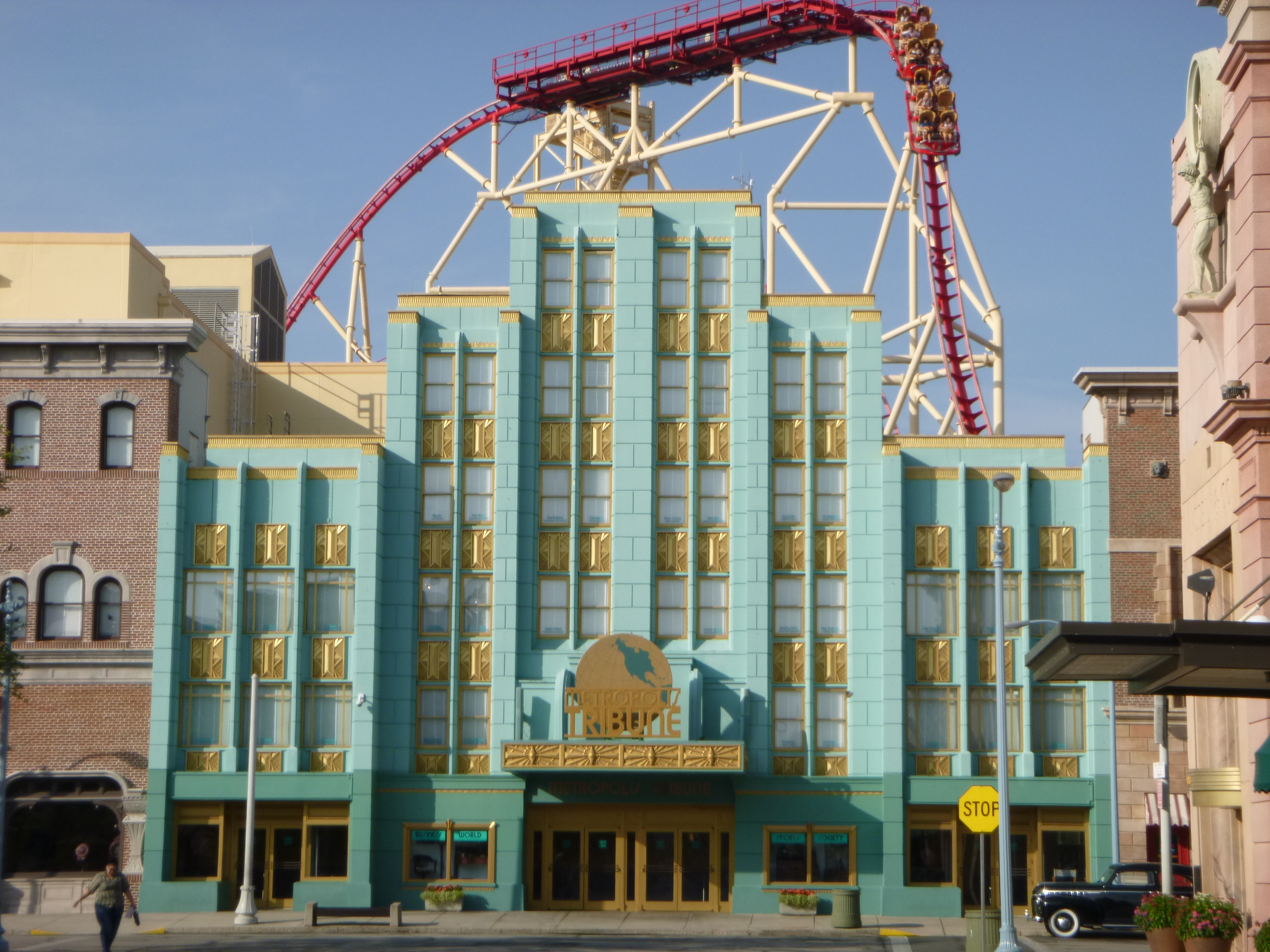
New york e Hollywood Rip, Ride, Rockit.

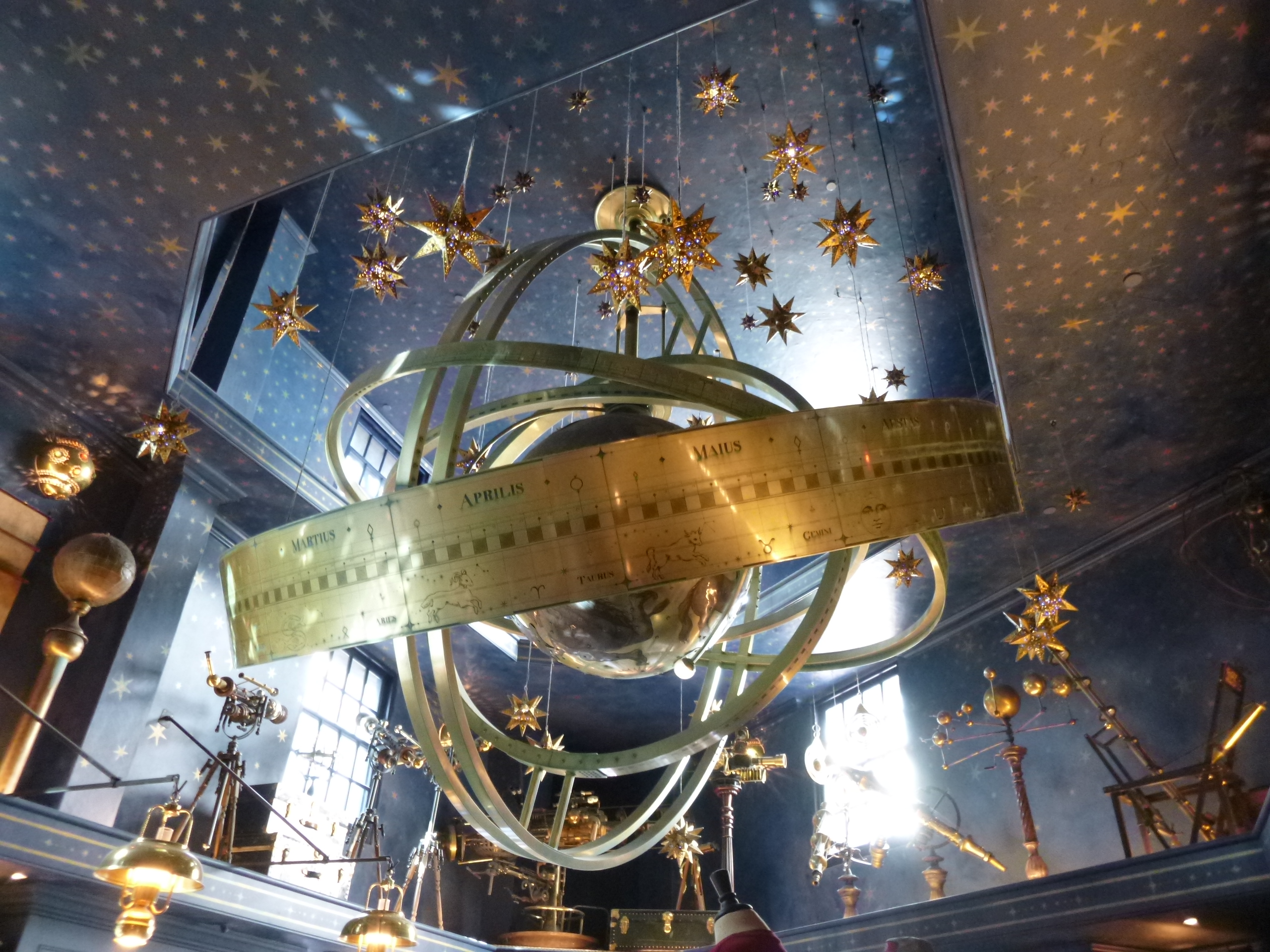
Wiseacre's Wizarding Equipment (Diagon Alley).

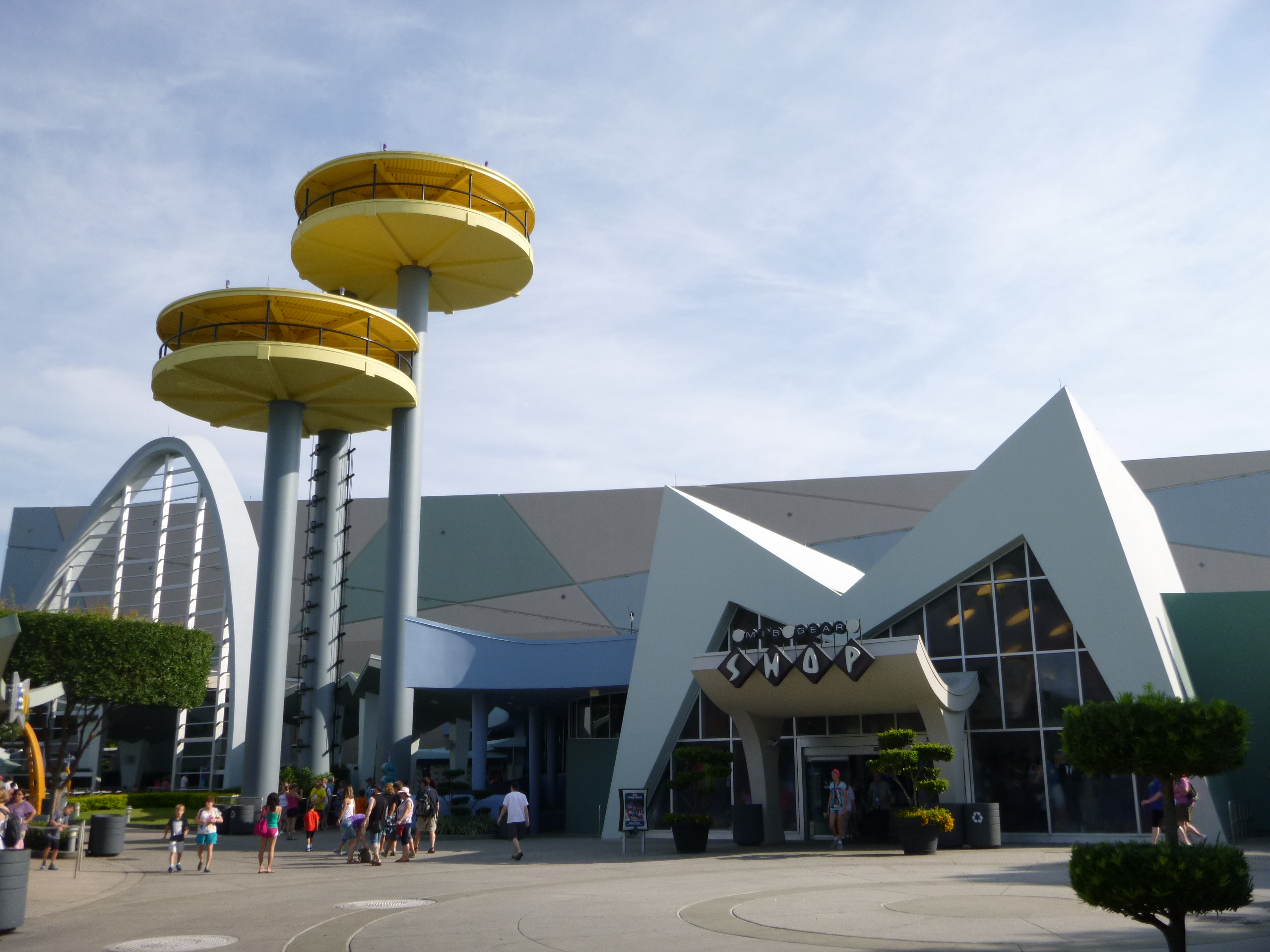
Men in Black Alien Attack.

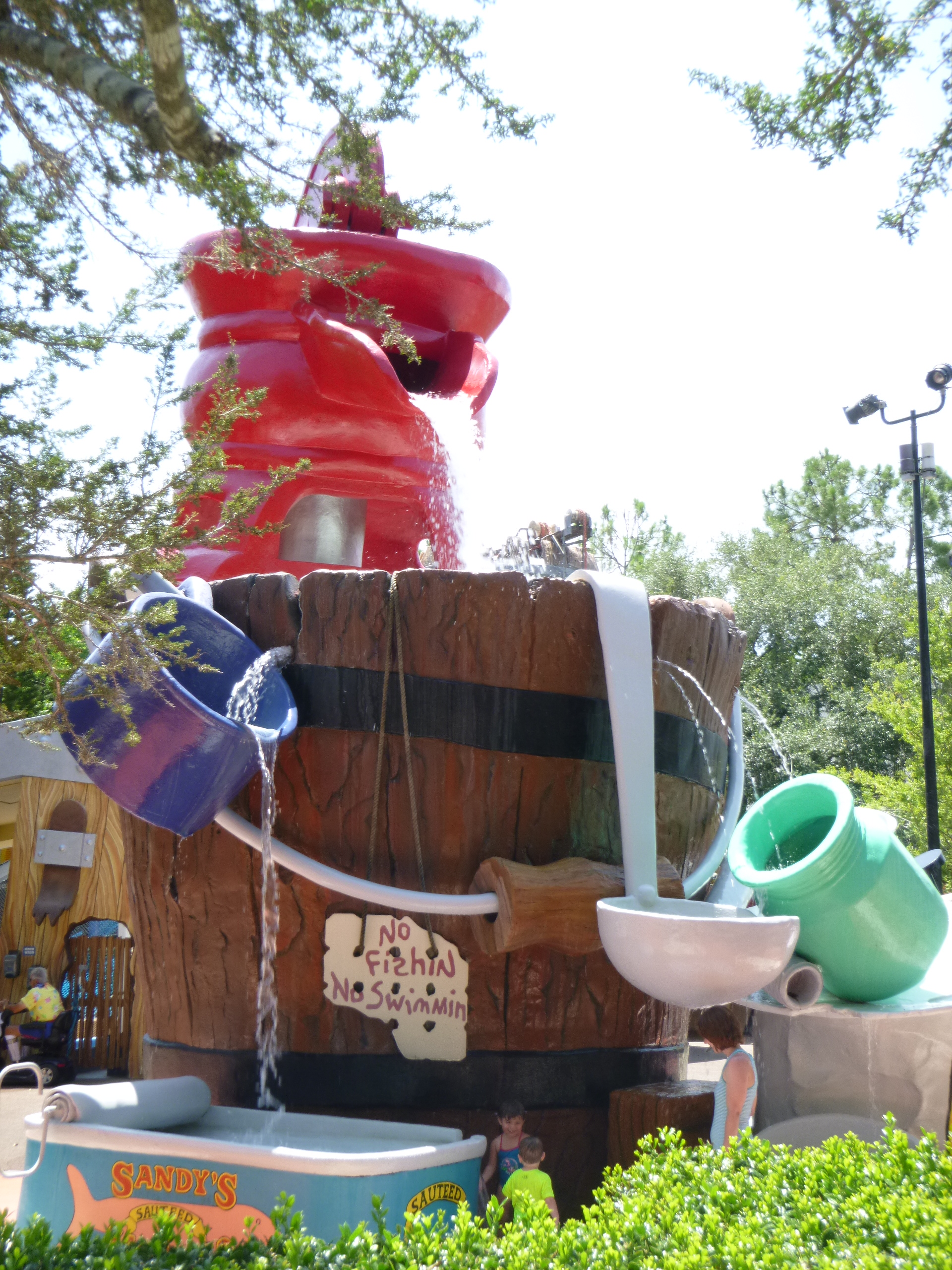
Fievel's Playland.

O Universal Studios Florida apresenta sete áreas temáticas todas situadas ao redo de um grande lago. Em 2012, este lago era o local do Universal’s Cinematic Spectacular: 100 Years of Movie Memories, uma exibição temática que mostrava cenas de vários filmes da Universal, contando com lasers, projetores, fontes e pirotecnia.
As sete áreas temáticas, em sentido horário a partir da entrada, são Production Central, New York, San Francisco, London/Diagon Alley, World Expo, Woody Woodpecker's Kidzone e Hollywood. Cada área apresenta uma combinação de atrações, shows e aparições de personagens, restaurantes e lojas. Uma nova área, baseada na Diagon Alley de Harry Potter foi adicionada ao parque em julho de 2014.

### Production Central
| Atração                            | Ano de abertura | Fabricante     |
| ---------------------------------- | --------------- | -------------- |
| Madagascar A Crate Adventure       | 1990            | Intamin AG     |
| Indiana Jones and the Last Crusade | 1990            | PDI/DreamWorks |
| Transformers The Ride 3-D          | 2009            | Maurer Söhne   |
| The Universal Music Plaza Stage    | 2009            |                |

A área também abriga uma variedade de restaurantes e lojas. Itens de alimentação e bebidas podem ser comprados no Beverly Hills Boulangerie ou Universal Studios' Classic Monsters Cafe enquanto produtos de merchandise podem ser comprados de várias lojas temáticas incluindo Universal Studios Store, Studio Sweets, It's a Wrap!, Super Silly Stuff, Shrek's Ye Olde Souvenir Shoppe, e Transformers: Supply Vault.

### New York
| Atração                        | Ano de abertura | Fabricante    |
| ------------------------------ | --------------- | ------------- |
| Twister...Ride it Out          | 1998            |               |
| Revenge of the Mummy: The Ride | 2004            | Premier Rides |
| Lego Ninjago Ride              | 1991            |               |
| Barnyard                       | 2006            |               |

A área New York apresenta alguns restaurantes: Finnegan's Bar and Grill e Louie's Italian Restaurant, que foram projetados para o parque, bem como Starbucks e Ben & Jerry's que são franquias comerciais. Dentro de New York, existem três lojas de merchandise: Sahara Traders, Aftermath e Rosie's Irish Shop. As duas primeiras apresentam produtos relacionados às atrações nesta área.
Como a Nickelodeon era sediada no parque na época, os créditos de abertura de Roundhouse e All That (dois de seus programas) eram filmados nesta área do parque.

### San Francisco
| Atração                                                | Ano de abertura | Fabricante |
| ------------------------------------------------------ | --------------- | ---------- |
| Beetlejuice's Rock and Roll Graveyard Revue            | 1992            |            |
| Disaster!: A Major Motion Picture Ride...Starring You! | 2008            |            |
|                                                        |                 |            |

Além das lojas temáticas mencionadas anteriormente, há algumas outras lojas incluindo Lombard's Landing Seafood Grille e San Francisco Candy Factory.

### London/Diagon Alley
Esta área é metade de The Wizarding World of Harry Potter.
| Atração                                    | Ano de abertura | Descrição |
| ------------------------------------------ | --------------- | --------- |
| The Knight Bus                             | 2014            |           |
| Hogwarts Express                           | 2014            |           |
| Knockturn Alley                            | 2014            |           |
| Ollivanders                                | 2014            |           |
| Harry Potter and the Escape from Gringotts | 2014            |           |

### World Expo
| Atração                      | Ano de abertura | Fabricante |
| ---------------------------- | --------------- | ---------- |
| Fear Factor Live             | 2005            |            |
| Men in Black: Alien Attack   | 2000            |            |
| The Simpsons Ride            | 2008            |            |
| Kang & Kodos' Twirl 'n' Hurl | 2013            | Zamperla   |

Em um momento após junho de 2005 a ilusão ótica da Space Shuttle foi removida desta parte do parque. Vindo para a World Expo de San Francisco/Amity, ela era um dos muitos locais de foto do parque. Havia uma plataforma suspensa em que se colocava a câmera e tirava a foto. O Shuttle pareceria que está em cima da antiga atração Back to the Future: The Ride.

### Woody Woodpecker's Kidzone
| Atração                             | Ano de abertura | Fabricante | Descrição |
| ----------------------------------- | --------------- | ---------- | --- |
| Animal Actors On Location           | 2008            |            | Um show ao vivo de 20 minutos apresentando animais treinados exibindo seus talentos. |
| A Day in the Park with Barney       | 1995            |            | Um show ao vivo de Barney & Friends. |
| Curious George Goes to Town         | 1998            |            | Um playground que apresenta dois qgrandes bebedouros que despejam 500 litros de água em seus visitantes em poucos minutos, e uma área onde os visitantes podem atirar bolas macias de espuma com canhões. |
| Woody Woodpecker's Nuthouse Coaster | 1999            | Vekoma     | |
| Fievel's Playland                   | 1992            |            | Um playground para crianças que inclui uma rede de aranha de 9,1 m para subir e uma área com água de 61 m.                                                                                                |
| E.T. Adventure                      | 1990            |            | |

### Hollywood
| Atração                              | Ano de abertura | Descrição |
| ------------------------------------ | --------------- | --- |
| Universal's Horror Make-Up Show      | 1990            | Um show ao vivo que mostra aos visitantes como os efeitos especiais de filmes de horror são criados. Antes do show principal, os visitantes experimentam um pré-show de conjuntos de peças e adereços usados em vários filmes de horror. O pré-show atualmente conta com a aparição do personagem de Hellboy Hellboy II: The Golden Army. Em agosto de 2008, uma seção do pré-show foi incluída para conter material para a Halloween Horror Nights, que inclui algumas artes-conceito e uma linha do tempo de um mapa do parque que cobre o período desde a abertura em 1991 como as Fright Nights. Ambas atrações abriram em 1990. |
| Terminator 2: 3-D Battle Across Time | 1996            | o show é uma experiência 3D ao vivo que combina um filme 3D com um verdadeiro show de palco baseado no filme Exterminador do Futuro 2. |
| Lucy: A Tribute                      | 1990            | Um museu que apresenta os melhores momentos de Lucille Ball |

Os dois restaurantes de Hollywood são recriações de restaurantes reais de Hollywood. Schwab's Pharmacy e Mel's Drive-In oferecem aos visitantes várias opções de comida e bebida. Um terceiro restaurante, chamado de Cafe La Bamba, opera sazonalmente. Os visitantes podem comprar produtos do Exterminador do Futuro na Cyber Image e itens de magia na Theatre Magic.

## Aparições de personagens

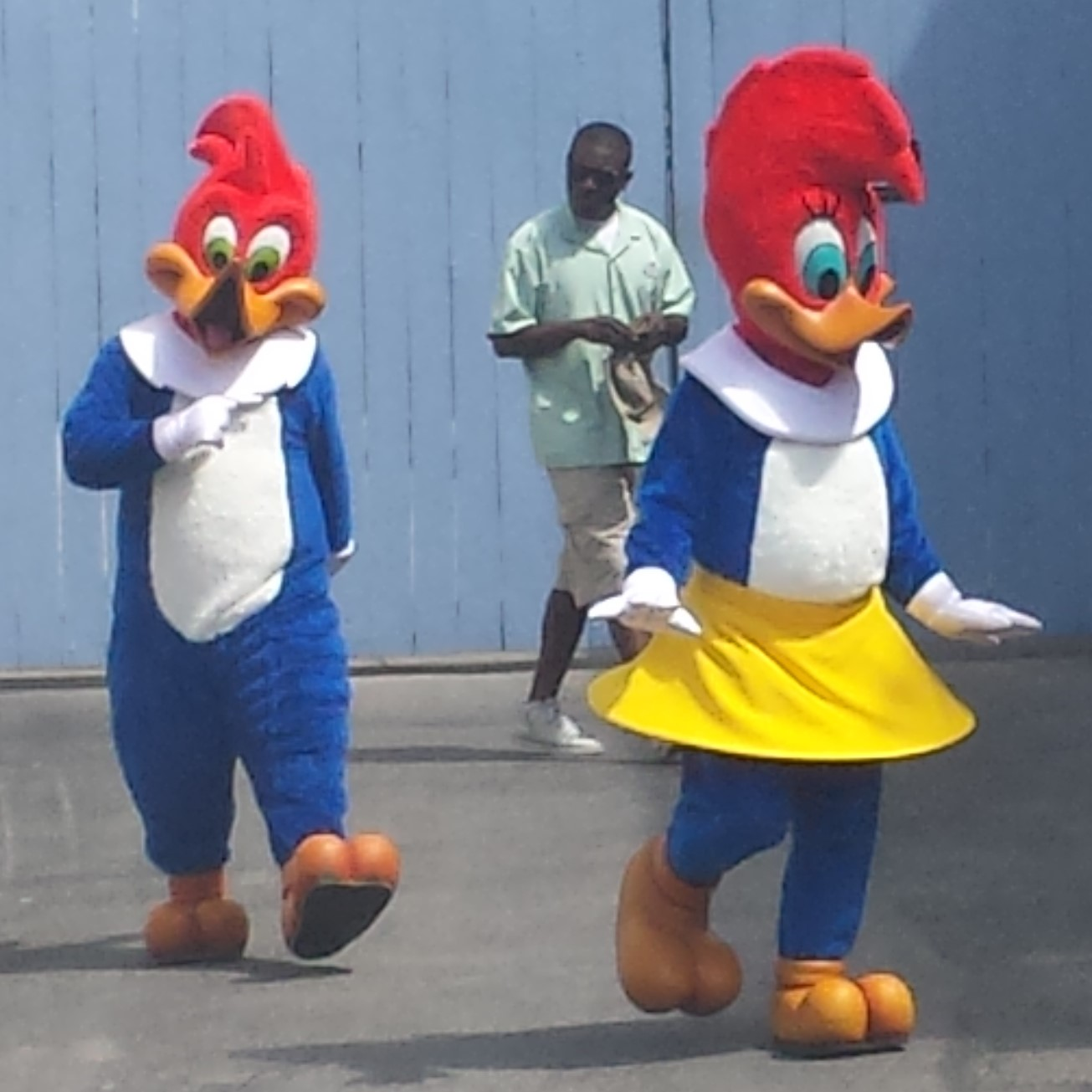
Woody and Winnie Woodpecker são os mascotes do Universal Studios

O Universal Studios Orlando possui vários personagens fantasiados. Esta é uma lista de personagens que podem ser vistos no parque:
| Visto em Hollywood - Marilyn Monroe - Betty Boop - Lucy e Ricky Ricardo - Scooby-Doo, Shaggy, Velma, Daphne e Fred - Doutor Brown eMarty McFly | Seen in Production Central - Gru, Margo, Edith, Agnes, Minions, e Vector - Shrek, Fiona e Burro - Dora the Explorer e Diego - Optimus Prime, Bumblebee, e Megatron                        |
| Seen in Springfield - The Simpsons: Homer, Marge, Bart e Lisa - Krusty - Sideshow Bob                                                          | Visto em Woody Woodpecker's Kidzone - Woody e Winnie Woodpecker - Curious George e Ted - Barney; B.J. and Baby Bop - Bob Esponja, Patrick Star e Squidward Tentacles - Fievel Mousekewitz |
| Visto em New York - Banda The Blues Brothers - Múmia                                                                                           | Visto em San Francisco - Beetlejuice. - Bill and Ted |
| Visto em Diagon Alley - Celestina Warbeck and the Banshees (performance ao vivo) - A Lenda dos Três Irmãos (live puppet show)                  | |

## Instalações de produção

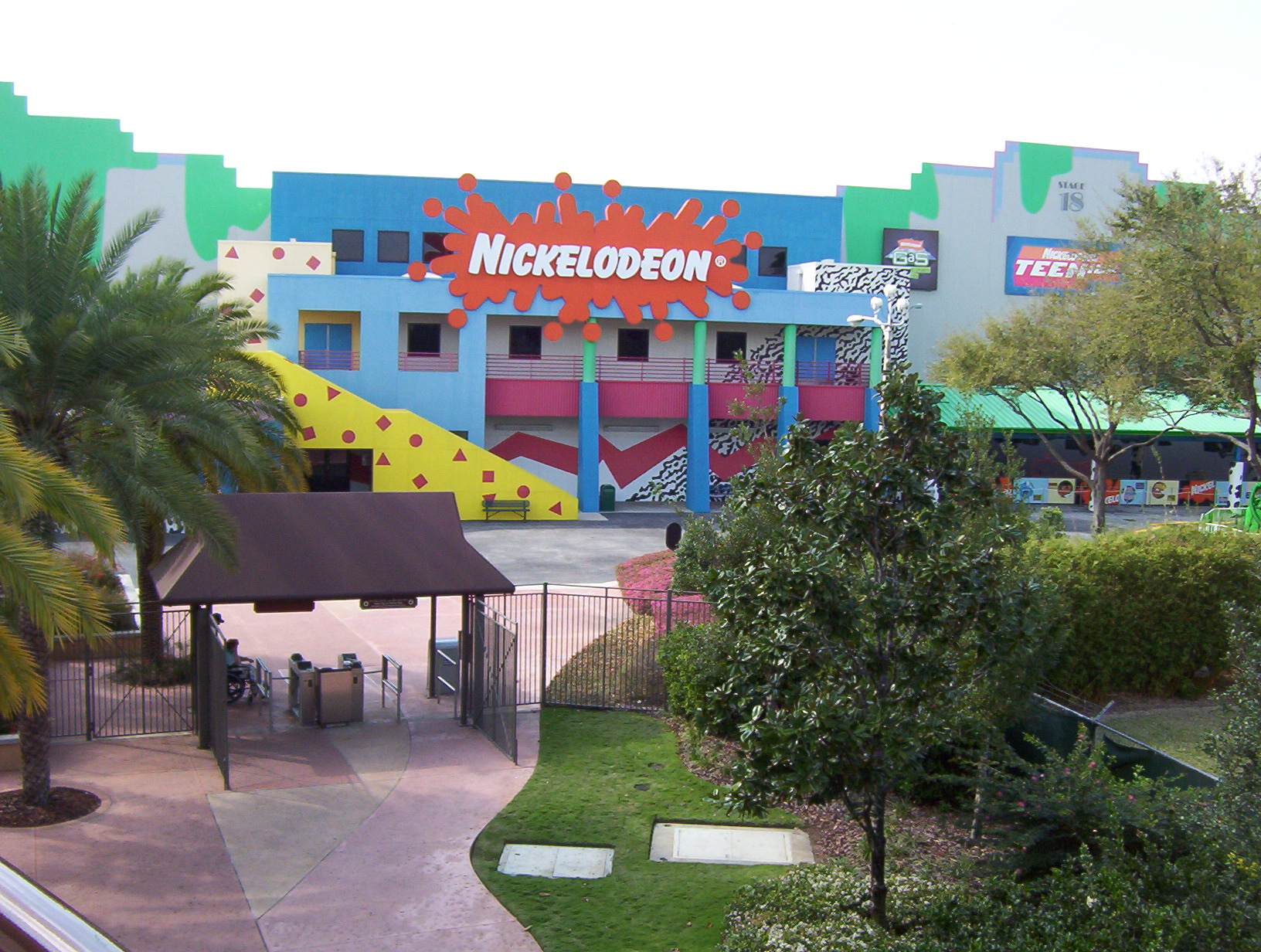
Estúdios 18 e 19 no parque abrigavam o Nickelodeon Studios antes da estreia do show do Blue Man Group.

O Universal Studios Florida é também um estúdio de produção em funcionamento. Ele foi usado em alguns filmes, séries de televisão ,comerciais, clipes de música e outros eventos. Ele também sedia o Nickelodeon Studios, o local de produção da Nickelodeon de 1990 a 2005. Em setembro de 2008, a Nickelodeon retornou ao Universal Studios Florida para a produção de My Family's Got GUTS. Em janeiro de 2009, os sorteios da loteria Powerball mudaram para Iowa Lottery; eles são conduzidos e feitos no Universal Studios Florida, coincidindo com a entrada da Florida Lottery no jogo Powerball. Em julho de 2010, Family Feud, do RTL Group, foi filmado nos estúdios, coincidindo com a estreia do novo anfitrião Steve Harvey.
O Universal Studios Florida abriga seis estúdios que são disponíveis por uma variedade de propósitos. Um sétimo estúdio, Stage 18, era um dos antigos estúdios do Nickelodeon Studios. Ele foi reprojetado em 2007 como Sharp Aquos Theatre, onde o Blue Man Group apresentou-se desde junho de 2007. O estúdio e a instalação de produção central tornaram-se parte permanente do Universal CityWalk. O estúdio 21 foi usado no período 2004-2013 pelo Total Nonstop Action Wrestling (TNA), que produziu seu programa semanal de televisão Impact Wrestling de lá, além de ter transmitido alguns de seus eventos pay-per-view a partir deste local desde novembro de 2004; ele é chamado de "Impact Wrestling Zone" por esta razão. A TNA também usa o estúdio 24 como backstage. Os estúdios restantes são disponíveis para locação por outras empresas de produção. Durante as Halloween Horror Nights, os estúdios são ocasionalmente usados como casas mal assombradas para o evento.
Uma grande variedade de produções foram filmadas nos estúdios, incluindo muitos comerciais locais e nacionais. Os programas de televisão incluem SeaQuest DSV (a partir da segunda temporada) e Superboy (segunda a quarta temporadas). The Ellen DeGeneres Show gravou uma série de uma semana de episódios no resort na primavera. O programa de entretenimento do esporte WCW Monday Nitro e a série RollerJam! foram filmados nos estúdios. Em 2009, os estúdios também se tornaram sede da série e Adrenaline Partnership's FIREBALL RUN(R), uma série de eventos motorizados populares. Os estúdios também abrigaram vários game shows, incluindo Wheel of Fortune, Fear Factor (alguns episódios de 2004–2005) e o Flamingo Fortuneda Florida Lottery'. Desde 2009, os sorteios do Powerball acontecem nas instalações da Universal. As cenas principais do filme Parenthood form filmadas no estúdio antes da abertura do parque ao público em 1990. O filme Psycho IV: The Beginning bem como a série de TV Swamp Thing também foram filmadas no parque temático logo após sua abertura. Mais recentemente, os filmes Bring It On: In It to Win It, Ace Ventura Jr: Pet Detective, Beethoven's Big Break e The Final Destination foram filamdos nos estúdios.
Durante a década de 1990, o local principal da Nickelodeon era no Universal Studios, os estúdios eram usados para filmar quase todos os programas live action da Nickelodeon, incluindo: Get the Picture, Kenan & Kel, Family Double Dare, All That entre outros, embora muitos programas como All That e Kenan & Kel mais tarde tenham se mudado para Nickelodeon On Sunset na Califórnia. Enquanto o estúdio 18 atualmente é usado como o Sharp Aquos Theatre para o Blue Man Group, o estúdio 19 e a instalação central de produção são usados para o Sun Sports e Fox Sports Florida.
Outros estúdios localizados no parque abrigam as atrações Blue Man Group Sharp Aquos Theatre (no CityWalk), Shrek 4-D, Donkey's Photo Finish, Twister...Ride it Out, Revenge of the Mummy: The Ride, Men in Black: Alien Attack e E.T. Adventure.

## Eventos anuais
O Universal Studios Florida apresenta alguns eventos sazonais em seu calendário. Alguns estão incluídos no ingresso do parque, enquanto outros são vendidos separadamente.

### Grad Bash e Gradventure
Grad Bash e Gradventure são dois eventos separados que ocorrem em abril e maio no parque. O Grad Bash é um evento para classes graduandas de ensino médio que podem se reunir para uma festa noturna exclusiva no Universal Orlando Resort contando com algumas atrações dos dois parques, shows ao vivo e alguns músicos populares, festas com DJs no The Universal Music Plaza Stage na Production Central area. Após a interrupção do Grad Nite da Disney, o Grad Bash passou a acontecer em cinco noite em 2012. O Gradventure é semelhante, mas voltado para graduandos do ensino fundamental.

### Halloween Horror Nights
O Halloween Horror Nights transforma o parque em um grande playground mal assombrado, incluindo zonas de sustos, várias casas mal assombradas e shows temáticos. O evento acontece anualmente no final de setembro, outubro e início de novembro.

### Macy's Holiday Parade
A Macy's Holiday Parade traz alguns balões autênticos da Macy's Thanksgiving Day Parade para Orlando em um evento de um mês de duração em dezembro que destaca as comemorações de Natal no parque.

### Mardi Gras
Geralmente de fevereiro a abril, uma parada e série de concertos inspirados pela festa Fat Tuesday de New Orleans acontece no parque.

### Rock the Universe
Rock the Universe é um festival de música cristã apresentado em dois dias de setembro com concertos ao vivo com artistas cristãos, de rock cristão e rap cristão no The Universal Music Plaza Stage no Production Central.

### Summer Concert Series
O Summer Concert Series ocorre anualmente e apresenta uma variedade performances ao vivo de música popular no The Universal Music Plaza Stage no Production Central.

## Universal's Express Pass
Algumas atrações no Universal Studios Florida permitem aos visitantes utilizar o Express Pass. Este passe admite aos usuários uma fila separa para a atração, que recebe prioridade no momento da entrada. O Express Pass não é um serviço de fila virtual. Ao invés disso, os detentores do passe entram na fila "Universal Express" que eles desarem. Este passe não está incluído no ingresso normal do parque e diferente de seu concorrente da Disney,o FastPass+,ele não é gratuito.

## Público
| 2008      | 2009      | 2010      | 2011      | 2012      | 2013      | 2019       | Posição mundial |
| --------- | --------- | --------- | --------- | --------- | --------- | ---------- | --------------- |
| 6 231 000 | 5 530 000 | 5 925 000 | 6 044 000 | 6 195 000 | 7 062 000 | 10 922 000 | 11º             |